# Кхуддакапатха
Кхуддакапатха, кхуддакапатхапали (тай.ขุทฺทกปาฐปาฬิ) — "Сборник коротких уроков", первая книга Кхуддака-никаи, пятого сборника Сутта-питаки, состоит из девяти часто применяемых на церемониях текстов, входящих в тайский служебник Монпхитхи и сингальский Пирит пота.

## Состав
1. Саранагамана или Саранаттая (Три прибежища)
2. Дасасиккхапада (Десять обетов)
3. Дваттимсакара
4. Саманера-паньха или Кумарапаньха
5. Мангала-сутта
6. Ратана-сутта
7. Тирокудда-канда  или Тирокудда-сутта, Тирокутта-сутта
8. Нидхи-канда или Нидкиканда-сутта
9. Карания-метта-сутта или Метта-сутта